# 오빠 왔다
《오빠 왔다》는 웹툰작가 모나가 네이버에 매주 일요일과 월요일에 연재중인 웹툰이다. 베스트 도전만화 때의 제목은 '오빠까는 만화'였으나, 오빠 왔다로 제목이 변경되었다. 그러나 오빠가 자취를 해서 완결되었다.